# 暗号学園のいろは
『暗号学園のいろは』（あんごうがくえんのいろは）は、原作：西尾維新、作画：岩崎優次による日本の漫画。『週刊少年ジャンプ』（集英社）において、2022年51号より2024年10号まで連載された。暗号を題材とした学園ミステリー。話数カウントは「第○号」。

## 沿革
2022年11月14日発売の『週刊少年ジャンプ』50号より開始された、同誌の「新連載4連弾」の1作として、同年11月21日発売の51号より連載を開始。連載開始を記念して、本作のPVが公開されている。2023年2月10日より、YouTubeのジャンプチャンネルにて本作のボイスコミックを公開。
同年8月31日、『次にくるマンガ大賞2023』で4位を受賞。
2024年、「全国書店員が選んだおすすめコミック2024」にて10位を獲得。同年2月5日発売の10号にて連載終了。その後、同年5月1日に『ジャンプ+』にて特別番外編を掲載。

## あらすじ
来たる次の大戦に備えて創設された暗号学園に入学したいろは坂いろはは、洞ヶ峠凍からもらった眼鏡兵器を駆使し世界の戦争を停めるために躍進するのだった。

## 登場人物
声の項はボイスコミックの声優。
いろは坂 いろは（いろはざか いろは）
声 - 佐藤利奈
本作の主人公。1年A組唯一の男子生徒。風刺漫画家である父に言われて何も知らずに暗号学園に入学した。そのため、暗号解読に関しては素人であり、正解への嗅覚と直感を武器に、徐々にそのセンスを磨いていく。
洞ヶ峠凍の誘いに乗り戦争を停めるために学級兵長を目指す。
性格は明るく誰にでも親しく接するが、意外と図太い精神をしている。また、そういった人格のため本人は無自覚に仲間達からの信頼を得ている。地雷は『尊厳の破壊』である。
東洲斎の臀部にまつわる口癖の件では、濃姫家雪に東洲斎のために激怒する普段の性格からは意外な一面も見られた。
シャーロック・ホームズは未読。
自分のことを4番目に可愛いと思っている。上位3人の内2人は（順不同）は匿名希望、絣。
特技はダンスで、中学時代はチアリーディング部に所属していた。海外遠征で野盗に捕らえられた時は、副キャプテンの案で女の振りをして仲間が嬲り殺しにされる様子を応援させられた過去がある。その後野盗に爆弾処理をさせられていた所を助けに来た部長・夜鳴鶯アンヴィシャスに心から憧れを抱いている。
100メートル11秒フラットではしる運動神経と、2.0以上の高い視力を持つ。
好きな誉め言葉は「とてもあざやか」。あだ名は「いろいろ」。口癖は「いろはのい」。
洞ヶ峠 凍（ほらがとうげ こごえ）
声 - 佐倉綾音
存在しないはずの1年M組の生徒。
氷のような形の髪をしていて、手には地球の形をしたグローブをはめている。自他共に認める天才科学者であり、暗号学園に眠ると言われる500億M（モルグ）の暗号資産を発掘するためにあらゆる眼鏡兵器を自作しては学園にばらまいている。その正体は世界の戦争をコントロールする戦争屋であり、有益な戦争は残し有害な戦争を排除することで『持続可能な戦争のコントロール』という戦略を掲げており、その発想に対してD組学級兵長・柘榴口接吻からは、「天才の発想だが人間の考えることではない」といわれている。
中学生で眼鏡兵器を開発するほど、科学技術に関しては天才的だが、暗号解読のセンスに関してはからっきしだそう。『踏襲図』の元技術顧問で、東洲斎から追われていたところをいろはに助けられた。
よくアメリカンドッグを食べている。
口癖は「大きな声じゃ言えないがね」。
東洲斎 享楽（とうしゅうさい きょら）
声 - 大西沙織
1年A組8番。軍需企業『踏襲図（キックアタックプランニング）』の跡取り娘で、かつて雇っていた洞ヶ峠凍を「戦争屋」と称し探し求めている。容姿に関してはいろはに「美人さん」と言われていたことからかなりの美少女で、目には歌舞伎の隈取りのようなメイクがされている。モデルは東洲斎写楽の美人画。入学試験997点（おそらく1000点満点中）と、優等生である。武器は思考の速さ。
人数で脅しをかけてくるところや少々強気な性格、たまに出る口の悪さから勘違いされがちだが、友達思いで自分が間違っていた時は自分の非を潔く認めて反省する落ち着きがあり大人っぽい性格。夕方多夕、濃姫家雪とは幼馴染である。あだ名は「きょらりん」。口癖である臀部に纏わるスラングは幼少期に濃姫家雪とのゲームに負けた罰ゲームによる。
徐 綿菓子（おもむろ ゆかこ）
声 - 矢野優美華
1年A組4番。ベリーショートの女子生徒。東洲斎享楽の取り巻きで、享楽、夕方と共に「東洲斎派」と呼ばれる。
誰にでも敬語で丁寧に接するが、東洲斎派なだけあり、たまに口の悪い部分が出る。
負けず嫌いで頑固な性格で、夕方多夕でさえも「綿菓子に負けを認めさせるのは無理」と認めた。
いろはが初めて自身の実力のみで解いた暗号の製作者であり、いろはに暗号解読の面白さを間接的に伝えた。（暗号学園メタバースでは、いろはに「理想の暗号兵は綿菓子」と言われていた）
元は1年E組学級兵長・經梨慕の仲間であり、『踏襲図』の弱みを握ろうと潜入していたところを夕方多夕に気づかれ、”尊い人質”として經梨慕に見捨てられた。以来、東洲斎とは従者兼腹心の友である。
一度「こっとん」というあだ名をつけられそうになったが、綿菓子は断固として拒否している。
夕方 多夕（ゆうがた たゆう）
声 - 結川あさき
1年A組17番。東洲斎享楽の取り巻きであり、彼女の幼馴染でもある。特徴的な前髪をしており、長い髪をポニーテールに結んである。常に知恵の輪を片手に持っている。
飄々とした名前の通り揺蕩う性格で、あまり感情を表には出さない。入学試験では手を抜いたり、席替えテトロミノでは正解していなかったり、どこか実力を隠している部分があり、未だに力の底が計り知れていない。自身を「向上心のない実力者」と言っており、自分の実力には自信がある模様。
また、徐綿菓子と違い「弱いものいじめが嫌い」と言っており、東洲斎の命令か、対等の相手から勝負を挑まれたとき以外は積極的に暗号バトルをうける、仕掛けることはない。
リポグラムを用いた暗号を得意とし、『失言半減質疑応答』という合法的な拷問を行い、
いろはを精神的に追い詰めたことがある。二回目に、いろはは享楽のことを「きょらりん」と呼べない理由を尋ねたが、　　多夕は答えることはできなかった。
いろはや夕方の実力を知る者たちからは、『心傷（トラウマ）製造器』と恐れられている。
あだ名は「たゆたん」。
絣 縁沙（かすり えんさ）
声 - 琴石ゆうひ
1年A組5番。長髪で目が隠れた女子生徒。　
学級兵長選抜試験でいろはに指名してもらったことをきっかけに親友になる。
黒髪ロングで、前髪が長く目が隠れている。
腕が長いことがコンプレックスのため、制服は極度の萌え袖にしている。
本気を出した時の動作は1年A組で一番速く、パズルの作成では周りの生徒を圧巻させる敏腕を見せた。
いろはからは思考の速い東洲斎とまとめて”スピード嬢”と称された。
また、東洲斎に近い実力はあるが、絣自身は学級兵長になるつもりはなく、戦略を叶えるために学級兵長になろうとするいろはのサポートをする。
クセの強いクラスメイトの中でも常識や感覚が一般人に近く、いろは含め他のクラスメイト達に（主に心の中で）ツッコミをすることもしばしばある。生徒の中で唯一（匿名希望を除く）重い過去がなく、悩む様子もみられる。
自身の性格のことを陰キャと言っており、判断が早く行動力のあるいろはとは真逆な性格をしている。
「〜のさ」という語尾がつくことが多い。
口癖は『袖すりあうも多少の縁さ』。（怒った時は『これも何かの怨嗟』になることもある。）
いろはからのあだ名は「縁ちゃん」。
朧 そぼろ（おぼろ そぼろ）
声 - 藍沢歩実
1年A組3番。額の目の文様があり、マントを身に着けている。過去に冤罪で劣悪な収監所で生活していたことがあり、額の紋様はそのときにつけられたもの。
洞ヶ峠凍から眼鏡兵器を受け取っており、海燕に手渡している。
ボーイッシュな喋り方で、口癖は「暗号殺し（あんごろし）だ」。
海燕 寸暇（うみつばめ すんか）
声 - 蓮沼楓
1年A組2番。サングラスとギャルのような口調が特徴の女子生徒。朧の自称眼鏡置きとして共に行動する。（実際は友達として接している）奇抜な髪型と大きく着崩した制服が特徴。『頭脳破壊の四重奏』の際に、
いろは坂が放った「世界の戦争を全部停める」という彼の戦略に朧同様共感し、
以降いろはとは同盟仲間として親しくする様子が見られる。
濃姫 家雪（のうひめ いえすの）
声 - 丸山美紀
1年A組12番。学園唯一の貴族階級。学園創設一族の現当主で洞ヶ峠をM組にスカウトした張本人。東洲斎と夕方とは幼馴染である。暗号学園Mの試作段階の時に不慮の事故で失明し、義眼を着用している。あだ名は「のんのん」。口癖は「ノブレス・オブリージュ」。
匿名希望（とくめいきぼう）
1年A組9番。1年A組唯一の「何でもあり」。謎が多く、詳細洞ヶ峠も把握していない。関西弁で話す。（ただし、絣からはそれもブラフだと思われている）
個人情報縫合法（パーソナル・パッケージ）という眼鏡兵器を使い、表情を読まれないようにしていたが、筒抜（ツーカー）ポーカーの時に外し、いろはも認めるほどの美少女だと明らかになる。可愛いことは自覚している。
クラス全員の集まりを避けた場面もあったが、望遠鏡で覗きながらクラスメイトが楽しむ姿を見てほほ笑むこともあった。
メタ的な表現を多用し（本ののどを避ける、紙の裏側に描かれた敵をつまむ、等）、ファンサービスとして眼鏡兵器を外すようになる。（実際に単行本5巻のカバーを外してみてほしい)
1年F組と裏取引をしており、暗号学園メタバースには1年F組「亡骸なも」として参加した。
肉枝 搾（にくえだ しぼり）
1年A組の担当教官で体育担当。左目に眼帯をしている。スパルタだが生徒想い。

## 用語

### 暗号学園
来たる大戦に向けて新設された軍人学校で、M資金の一部を使って創設されたと言われている。生徒の大半が女子生徒だが、時節柄クラスに一人だけ男子生徒が在籍させられている。クラスによっては学科が異なり、暗号学園と対をなす塹壕学園も存在する。そちらは生徒の大半が男子生徒で、コマンド育成を目的としている。
- A組（無差別解読クラス）
- B組（情報攪乱クラス）
- C組（精神感応クラス）
- D組（遺言解読クラス）
- E組（潜入捜査クラス）
- F組（特命クラス）
- M組（メタバース）

### 眼鏡兵器
洞ヶ峠凍が開発した暗号解読を支援してくれるスマートグラス。いろは坂いろはに渡した物は最新型となっている。

### M（モルグ）
暗号資産の一種。ほかの暗号資産とは違い、時価が「先進国の軍事予算の中央値」を下回ることがない。戦争が起きれば起きるほど価値が高くなる。

## 作風・反響
ライターのキットゥン希美は、『週刊少年ジャンプ』の中で異色な作品である本作は連載開始当初、人気獲得に苦戦していた印象だったという。しかし2023年7月時点では熱狂的なファンが増え、その後数か月の間に2度センターカラーで掲載されている。キットゥンによると人気のきっかけは、「作品の途中から“暗号の扱い”が変わったことの影響」が考えられるという。連載当初の暗号は「読者に対して一種のクイズとして提示されており、さながらミステリー小説における『読者への挑戦状』のような役割」であったが、途中から「たんなる謎解き」だけでなく「登場人物たちの心理戦」や「相手への私的なメッセージ」など、「暗号を通して登場人物のバックボーンやキャラクター性が表現」されるようになり、「“暗号抜き”でストーリーを楽しむこともできる」よう変わっていったと語っている。また、キットゥンの主張によると、原作の西尾はこの路線変更を当初より想定していたのではないかと語っている。

## 書誌情報
- 西尾維新（原作）・岩崎優次（作画） 『暗号学園のいろは』 集英社〈ジャンプ コミックス〉、全7巻
  1. 「第四次世界大戦は紙と鉛筆でおこなわれる」、2023年3月3日発売[1][15]、ISBN 978-4-08-883439-9
  2. 「戦争は遠くにありて思うもの」、2023年5月2日発売[16]、ISBN 978-4-08-883531-0
  3. 「戦争多くして軍艦金山に登る」、2023年8月4日発売[17]、ISBN 978-4-08-883594-5
  4. 「敵を知り己を暗号化すれば百戦して危うからず」、2023年10月4日発売[18]、ISBN 978-4-08-883669-0
  5. 「二兎追う者は一等兵」、2024年1月4日発売[11]、ISBN 978-4-08-883795-6
  6. 「戦闘となるも銃口となるなかれ」、2024年3月4日発売[19]、ISBN 978-4-08-883846-5
  7. 「終戦よければすべて読了」、2024年5月2日発売[20]、ISBN 978-4-08-884021-5